# Kristelig Forening for Unge Menn-Kameratene Oslo 2016
Questa voce raccoglie le informazioni riguardanti il Kristelig Forening for Unge Menn-Kameratene Oslo nelle competizioni ufficiali della stagione 2016.

## Stagione
A seguito della promozione del campionato 2015, il KFUM Oslo si è apprestato ad affrontare la prima stagione in 1. divisjon della sua storia. Il 16 dicembre 2015 sono stati compilati i calendari in vista della nuova stagione, con il KFUM Oslo che avrebbe disputato la 1ª giornata nel weekend del 3 aprile andando a far visita al Raufoss, al Raufoss Stadion.
Il 1º aprile è stato sorteggiato il primo turno del Norgesmesterskapet 2016: il KFUM Oslo avrebbe così fatto visita al Kråkerøy. Al secondo turno, la squadra è stata sorteggiata contro il Gjøvik-Lyn. Al turno successivo, il KFUM Oslo avrebbe ospitato il Vålerenga. In questa sfida, la squadra è stata sconfitta per 0-2, salutando così la competizione.
Il 23 ottobre, a seguito della sconfitta esterna per 1-0 contro il Mjøndalen, la squadra è retrocessa in 2. divisjon con una giornata d'anticipo sulla fine del campionato.

## Maglie e sponsor
Lo sponsor tecnico per la stagione 2016 è stato Adidas, mentre lo sponsor ufficiale è stato OBOS. La divisa casalinga è composta da una maglietta bianca con una larga striscia verticale rossa, pantaloncini blu e calzettoni bianchi. La divisa da trasferta è invece costituita da una maglietta blu con rifiniture bianche, pantaloncini bianchi e calzettoni blu.
| Casa | Trasferta |

## Rosa
| N. |                       | Ruolo | Calciatore       |
| -- | --------------------- | ----- | ---------------- |
| 1  | Norvegia (bandiera)   | P     | Orhan Simsek     |
| 2  | Norvegia (bandiera)   | A     | Martin Wiig      |
| 3  | Somalia (bandiera)    | D     | Ciise Abshir     |
| 4  | Norvegia (bandiera)   | D     | Eivind Sæther    |
| 6  | Norvegia (bandiera)   | C     | Elias Hansson    |
| 7  | Norvegia (bandiera)   | C     | Robin Rasch      |
| 8  | Norvegia (bandiera)   | C     | Stian Sortevik   |
| 9  | Norvegia (bandiera)   | A     | Cato Valøy       |
| 10 | Norvegia (bandiera)   | C     | Christoffer Dahl |
| 11 | Norvegia (bandiera)   | A     | Dennis Obeng     |
| 12 | Norvegia (bandiera)   | P     | Stian DeWahl     |
| 13 | Canada (bandiera)     | P     | Lars Hirschfeld  |
| 14 | Norvegia (bandiera)   | C     | Erik Jonvik      |
| 15 | Capo Verde (bandiera) | C     | Nenass           |
| 16 | Norvegia (bandiera)   | A     | Stian Pettersen  |

| N. |                     | Ruolo | Calciatore            |
| -- | ------------------- | ----- | --------------------- |
| 17 | Norvegia (bandiera) | D     | Erlend Skaga          |
| 18 | Norvegia (bandiera) | C     | Håkon Stavrum         |
| 19 | Norvegia (bandiera) | A     | Phillip Romsaas       |
| 20 | Norvegia (bandiera) | D     | John Olav Norheim     |
| 21 | Norvegia (bandiera) | D     | Anders Lübeck         |
| 23 | Norvegia (bandiera) | D     | Marius Brevig         |
| 24 | Norvegia (bandiera) | A     | Sindre Ek             |
| 25 | Norvegia (bandiera) | D     | Bendik Møller         |
| 26 | Norvegia (bandiera) | A     | Emil Ekblom           |
| 27 | Norvegia (bandiera) | D     | Nikolai Aarø          |
| 28 | Norvegia (bandiera) | A     | Edvin Akselsen        |
| 29 | Norvegia (bandiera) | D     | Robin Bjørnholm-Jatta |
| 33 | Norvegia (bandiera) | D     | Jørgen Hammer         |
| 77 | Norvegia (bandiera) | C     | Christoffer Kringberg |

## Calciomercato

### Sessione invernale(dal 01/01 al 31/03)
| Arrivi | Arrivi            | Arrivi | Arrivi     |
| R.     | Nome              | da     | Modalità   |
| ------ | ----------------- | ------ | ---------- |
| P      | Lars Hirschfeld   |        | svincolato |
| D      | Ciise Abshir      |        | svincolato |
| D      | Jørgen Hammer     |        | svincolato |
| D      | John Olav Norheim | Start  | prestito   |
| C      | Robin Rasch       | Follo  | definitivo |
| A      | Emil Ekblom       | Stabæk | prestito   |

| Partenze | Partenze         | Partenze | Partenze   |
| R.       | Nome             | a        | Modalità   |
| -------- | ---------------- | -------- | ---------- |
| P        | Alexander Vangen |          | svincolato |

### Sessione estiva(dal 21/07 al 17/08)
| Arrivi | Arrivi        | Arrivi     | Arrivi     |
| R.     | Nome          | da         | Modalità   |
| ------ | ------------- | ---------- | ---------- |
| D      | Anders Lübeck | Follo      | definitivo |
| A      | Martin Wiig   | Bodø/Glimt | definitivo |

| Partenze | Partenze | Partenze | Partenze |
| R.       | Nome     | a        | Modalità |
| -------- | -------- | -------- | -------- |

### Dopo la sessione estiva
| Arrivi | Arrivi | Arrivi | Arrivi     |
| R.     | Nome   | da     | Modalità   |
| ------ | ------ | ------ | ---------- |
| C      | Nenass |        | svincolato |

| Partenze | Partenze | Partenze | Partenze |
| R.       | Nome     | a        | Modalità |
| -------- | -------- | -------- | -------- |

## Risultati

### 1. divisjon

#### Girone di andata
| Raufoss 3 aprile 2016, ore 17:00 1ª giornata | Raufoss          | 0 – 0 referto | KFUM Oslo | Raufoss Stadion (1.175 spett.)\| Arbitro: \| Borgersen (Oslo) \| |
| Arbitro:                                     | Borgersen (Oslo) |               |           |                                                                  |

| Arbitro: | Følstad Skarsem (Trondheim) |

|  |           |                      |
|  | Marcatori | 56’ Hagos 80’ Herrem |

| Arbitro: | Hagenes (Marikollen) |

|               |           |           |
| Brochmann 16’ | Marcatori | 44’ Rasch |

| Arbitro: | Moen (Lillestrøm) |

|                                    |           |                      |
| Sortevik 52’ Norheim 85’ Rasch 88’ | Marcatori | 43’ Kvande 48’ Stene |

| Oslo 1º maggio 2016, ore 18:00 5ª giornata | KFUM Oslo      | 0 – 0 referto | Kristiansund BK | KFUM-Arena (613 spett.)\| Arbitro: \| Hauge (Bergen) \| |
| Arbitro:                                   | Hauge (Bergen) |               |                 |                                                         |

| Arbitro: | Tennøy (Bergen) |

|                         |           |  |
| Güven 20’ Moldskred 62’ | Marcatori |  |

| Arbitro: | Amland (Bergen) |

|          |           |                          |
| Dahl 17’ | Marcatori | 9’, 68’ Rasch 70’ Konate |

| Arbitro: | Haugen (Rælingen) |

|  |           |           |
|  | Marcatori | 36’ Obeng |

| Arbitro: | Saggi (Drammen) |

|                                                          |           |  |
| Sortevik 10’ Dahl 15’ Rasch 49’ Abshir 75’ Pettersen 89’ | Marcatori |  |

| Arbitro: | Følstad Skarsem (Trondheim) |

|                                                             |           |                 |
| Nisja 16’ Engblom 28’, 45’ Zajić 57’ Geertsen 61’ Helle 64’ | Marcatori | 50’, 63’ Ekblom |

| Oslo 5 giugno 2016, ore 18:00 11ª giornata | KFUM Oslo            | 0 – 0 referto | Ullensaker/Kisa | KFUM-Arena (361 spett.)\| Arbitro: \| Hagenes (Marikollen) \| |
| Arbitro:                                   | Hagenes (Marikollen) |               |                 |                                                               |

| Arbitro: | Tennøy (Bergen) |

|                            |           |                     |
| Ulland Andersen 90’ (rig.) | Marcatori | 14’ Obeng 68’ Skaga |

| Arbitro: | Moen (Lillestrøm) |

|  |           |              |
|  | Marcatori | 74’ Arneberg |

| Arbitro: | Hauge (Bergen) |

|              |           |          |
| Kapidžić 33’ | Marcatori | 9’ Obeng |

| Arbitro: | Amland (Bergen) |

|           |           |                        |
| Valøy 90’ | Marcatori | 34’ Storbæk 67’ Sellin |

#### Girone di ritorno
| Arbitro: | Følstad Skarsem (Trondheim) |

|                                      |           |  |
| Krogstad 27’ Solberg 36’ Jørstad 81’ | Marcatori |  |

| Arbitro: | Haugen (Rælingen) |

|            |           |            |
| Ekblom 10’ | Marcatori | 66’ Shroot |

| Ulset 31 luglio 2016, ore 18:00 18ª giornata | Åsane                       | 0 – 0 referto | KFUM Oslo | Myrdal Gress (474 spett.)\| Arbitro: \| Følstad Skarsem (Trondheim) \| |
| Arbitro:                                     | Følstad Skarsem (Trondheim) |               |           |                                                                        |

| Arbitro: | Tennøy (Bergen) |

|                             |           |            |
| Abshir 24’ Skaga 60’ Ek 89’ | Marcatori | 66’ Shroot |

| Arbitro: | Hauge (Bergen) |

|                                   |           |  |
| Mjelde 10’ (rig.) Sellin 73’, 90’ | Marcatori |  |

| Arbitro: | Haugen (Rælingen) |

|                           |           |                      |
| Dahl 37’ (rig.) Obeng 88’ | Marcatori | 45’ Brix 90’ Straith |

| Arbitro: | Saggi (Drammen) |

|                       |           |          |
| Trøen 48’ Achrifi 65’ | Marcatori | 61’ Wiig |

| Arbitro: | Amland (Bergen) |

|                    |           |                                     |
| Nielsen 43’ (aut.) | Marcatori | 21’, 45’ Eriksen 26’ (rig.) Engblom |

| Arbitro: | Følstad Skarsem (Trondheim) |

|                          |           |               |
| Bamba 44’, 86’ Lekaj 74’ | Marcatori | 41’, 84’ Wiig |

| Arbitro: | Borgersen (Oslo) |

|              |           |                                |
| Sortevik 90’ | Marcatori | 53’ (rig.) Moldskred 90’ Niang |

| Arbitro: | Smehus Kringstad |

|                         |           |  |
| Kvande 17’ Riksvold 71’ | Marcatori |  |

| Arbitro: | Saggi (Drammen) |

|  |           |                         |
|  | Marcatori | 48’, 76’ Dahl 61’ Skaga |

| Arbitro: | Moen (Oslo) |

|  |           |              |
|  | Marcatori | 84’ Andersen |

| Arbitro: | Haugen (Rælingen) |

|                               |           |  |
| Pellegrino 45’ Midtgarden 54’ | Marcatori |  |

| Arbitro: | Følstad Skarsem (Trondheim) |

|  |           |                                              |
|  | Marcatori | 37’ Henningsson 79’ Lønstad Onsrud 90’ Wrele |

### Norgesmesterskapet
| Kråkerøy 13 aprile 2016, ore 18:00 Primo turno        | Kråkerøy  | 0 – 2 referto       | KFUM Oslo | Kråkerøy Stadion |
| \| \| \| \| \| \| Marcatori \| 12’ Rasch 74’ Obeng \| |           |                     |           |                  |
|                                                       |           |                     |           |                  |
|                                                       | Marcatori | 12’ Rasch 74’ Obeng |           |                  |

| Vardal 27 aprile 2016, ore 18:00 Secondo turno                                                          | Gjøvik-Lyn | 2 – 3 referto                       | KFUM Oslo | Vardal Idrettspark Kunstgress |
| \| \| \| \| \| Hammer 24’ (aut.) Henriksveen 63’ \| Marcatori \| 29’ Sortevik 57’ Ekblom 65’ Norheim \| |            |                                     |           |                               |
| |            |                                     |           |                               |
| Hammer 24’ (aut.) Henriksveen 63’                                                                       | Marcatori  | 29’ Sortevik 57’ Ekblom 65’ Norheim |           |                               |

| Arbitro: | Smehus Kringstad (Oslo) |

|  |           |                |
|  | Marcatori | 71’, 80’ Brown |

## Statistiche

### Statistiche di squadra
| Competizione       | Punti | In casa | In casa | In casa | In casa | In casa | In casa | In trasferta | In trasferta | In trasferta | In trasferta | In trasferta | In trasferta | Totale | Totale | Totale | Totale | Totale | Totale | DR  |
| Competizione       | Punti | G       | V       | N       | P       | Gf      | Gs      | G            | V            | N            | P            | Gf           | Gs           | G      | V      | N      | P      | Gf     | Gs     | DR  |
| ------------------ | ----- | ------- | ------- | ------- | ------- | ------- | ------- | ------------ | ------------ | ------------ | ------------ | ------------ | ------------ | ------ | ------ | ------ | ------ | ------ | ------ | --- |
| 1. divisjon        | 26    | 15      | 3       | 4       | 8       | 18      | 22      | 15           | 3            | 4            | 8            | 13           | 26           | 30     | 6      | 8      | 16     | 31     | 48     | -17 |
| Norgesmesterskapet | -     | 1       | 0       | 0       | 1       | 0       | 2       | 2            | 2            | 0            | 0            | 5            | 2            | 3      | 2      | 0      | 1      | 5      | 4      | +1  |
| Totale             | -     | 16      | 3       | 4       | 9       | 18      | 24      | 17           | 5            | 4            | 8            | 18           | 28           | 33     | 8      | 8      | 17     | 36     | 52     | -16 |

### Andamento in campionato
| Giornata  | 1  | 2  | 3  | 4 | 5 | 6  | 7  | 8  | 9 | 10 | 11 | 12 | 13 | 14 | 15 | 16 | 17 | 18 | 19 | 20 | 21 | 22 | 23 | 24 | 25 | 26 | 27 | 28 | 29 | 30 |
| --------- | -- | -- | -- | - | - | -- | -- | -- | - | -- | -- | -- | -- | -- | -- | -- | -- | -- | -- | -- | -- | -- | -- | -- | -- | -- | -- | -- | -- | -- |
| Luogo     | T  | C  | T  | C | C | T  | C  | T  | C | T  | C  | T  | C  | T  | C  | T  | C  | T  | C  | T  | C  | T  | C  | T  | C  | T  | T  | C  | T  | C  |
| Risultato | N  | P  | N  | V | N | P  | P  | V  | V | P  | N  | V  | P  | N  | P  | P  | N  | N  | V  | P  | N  | P  | P  | P  | P  | P  | V  | P  | P  | P  |
| Posizione | 10 | 15 | 13 | 9 | 9 | 11 | 13 | 10 | 9 | 10 | 10 | 8  | 11 | 11 | 11 | 11 | 11 | 12 | 11 | 12 | 12 | 13 | 14 | 14 | 14 | 14 | 14 | 15 | 15 | 15 |

Fonte:  OBOS-ligaen 2016, su altomfotball.no, Altomfotball.
Legenda:

Luogo: C = Casa; T = Trasferta. Risultato: V = Vittoria; N = Pareggio; P = Sconfitta.

### Statistiche dei giocatori
| Giocatore          | 1. divisjon | 1. divisjon | 1. divisjon | 1. divisjon | Norgesmesterskapet | Norgesmesterskapet | Norgesmesterskapet | Norgesmesterskapet | Coppe europee | Coppe europee | Coppe europee | Coppe europee | Altre coppe | Altre coppe | Altre coppe | Altre coppe | Totale   | Totale | Totale      | Totale     |
| Giocatore          | Presenze    | Reti        | Ammonizioni | Espulsioni  | Presenze           | Reti               | Ammonizioni        | Espulsioni         | Presenze      | Reti          | Ammonizioni   | Espulsioni    | Presenze    | Reti        | Ammonizioni | Espulsioni  | Presenze | Reti   | Ammonizioni | Espulsioni |
| ------------------ | ----------- | ----------- | ----------- | ----------- | ------------------ | ------------------ | ------------------ | ------------------ | ------------- | ------------- | ------------- | ------------- | ----------- | ----------- | ----------- | ----------- | -------- | ------ | ----------- | ---------- |
| N. Aarø            | 27          | 0           | 0           | 0           | 2                  | 0                  | 0                  | 0                  |               |               |               |               |             |             |             |             | 29       | 0      | 0           | 0          |
| C. Abshir          | 28          | 2           | 4           | 0           | 2                  | 0                  | 1                  | 0                  |               |               |               |               |             |             |             |             | 30       | 2      | 5           | 0          |
| E. Akselsen        | 10          | 0           | 0           | 0           | 0                  | 0                  | 0                  | 0                  |               |               |               |               |             |             |             |             | 10       | 0      | 0           | 0          |
| R. Bjørnholm-Jatta | 0           | 0           | 0           | 0           | 0                  | 0                  | 0                  | 0                  |               |               |               |               |             |             |             |             | 0        | 0      | 0           | 0          |
| M. Brevig          | 7           | 0           | 0           | 0           | 0                  | 0                  | 0                  | 0                  |               |               |               |               |             |             |             |             | 7        | 0      | 0           | 0          |
| C. Dahl            | 27          | 5           | 3           | 1           | 3                  | 0                  | 0                  | 0                  |               |               |               |               |             |             |             |             | 30       | 5      | 3           | 1          |
| S. DeWahl          | 0           | -0          | 0           | 0           | 0                  | -0                 | 0                  | 0                  |               |               |               |               |             |             |             |             | 0        | 0      | 0           | 0          |
| S. Ek              | 21          | 1           | 2           | 0           | 3                  | 0                  | 0                  | 0                  |               |               |               |               |             |             |             |             | 24       | 1      | 2           | 0          |
| E. Ekblom          | 25          | 3           | 2           | 0           | 3                  | 1                  | 2                  | 0                  |               |               |               |               |             |             |             |             | 28       | 4      | 4           | 0          |
| J. Hammer          | 8           | 0           | 0           | 0           | 3                  | 0                  | 0                  | 0                  |               |               |               |               |             |             |             |             | 11       | 0      | 0           | 0          |
| E. Hansson         | 3           | 0           | 0           | 0           | 0                  | 0                  | 0                  | 0                  |               |               |               |               |             |             |             |             | 3        | 0      | 0           | 0          |
| L. Hirschfeld      | 30          | -48         | 0           | 0           | 3                  | -4                 | 0                  | 0                  |               |               |               |               |             |             |             |             | 33       | -52    | 0           | 0          |
| E. Jonvik          | 29          | 0           | 3           | 0           | 3                  | 0                  | 0                  | 0                  |               |               |               |               |             |             |             |             | 32       | 0      | 3           | 0          |
| C. Kringberg       | 5           | 0           | 0           | 0           | 2                  | 0                  | 0                  | 0                  |               |               |               |               |             |             |             |             | 7        | 0      | 0           | 0          |
| A. Lübeck          | 3           | 0           | 0           | 0           | -                  | -                  | -                  | -                  |               |               |               |               |             |             |             |             | 3        | 0      | 0           | 0          |
| B. Møller          | 0           | 0           | 0           | 0           | 0                  | 0                  | 0                  | 0                  |               |               |               |               |             |             |             |             | 0        | 0      | 0           | 0          |
| Nenass             | 7           | 0           | 1           | 0           | -                  | -                  | -                  | -                  |               |               |               |               |             |             |             |             | 7        | 0      | 1           | 0          |
| J. Norheim         | 27          | 0           | 2           | 0           | 3                  | 1                  | 0                  | 0                  |               |               |               |               |             |             |             |             | 30       | 1      | 2           | 0          |
| D. Obeng           | 22          | 4           | 2           | 0           | 3                  | 1                  | 0                  | 0                  |               |               |               |               |             |             |             |             | 25       | 5      | 2           | 0          |
| S. Pettersen       | 26          | 1           | 3           | 0           | 3                  | 0                  | 0                  | 0                  |               |               |               |               |             |             |             |             | 29       | 1      | 3           | 0          |
| R. Rasch           | 29          | 2           | 3           | 0           | 2                  | 1                  | 1                  | 0                  |               |               |               |               |             |             |             |             | 31       | 3      | 4           | 0          |
| P. Romsaas         | 2           | 0           | 0           | 0           | 0                  | 0                  | 0                  | 0                  |               |               |               |               |             |             |             |             | 2        | 0      | 0           | 0          |
| E. Sæther          | 3           | 0           | 0           | 0           | 0                  | 0                  | 0                  | 0                  |               |               |               |               |             |             |             |             | 3        | 0      | 0           | 0          |
| O. Simsek          | 0           | -0          | 0           | 0           | 0                  | -0                 | 0                  | 0                  |               |               |               |               |             |             |             |             | 0        | 0      | 0           | 0          |
| E. Skaga           | 30          | 3           | 1           | 0           | 0                  | 3                  | 0                  | 0                  |               |               |               |               |             |             |             |             | 30       | 6      | 1           | 0          |
| S. Sortevik        | 20          | 3           | 3           | 0           | 3                  | 1                  | 0                  | 0                  |               |               |               |               |             |             |             |             | 23       | 4      | 3           | 0          |
| H. Stavrum         | 0           | 0           | 0           | 0           | 0                  | 0                  | 0                  | 0                  |               |               |               |               |             |             |             |             | 0        | 0      | 0           | 0          |
| C. Valøy           | 9           | 1           | 0           | 0           | 0                  | 0                  | 0                  | 0                  |               |               |               |               |             |             |             |             | 9        | 1      | 0           | 0          |
| M. Wiig            | 8           | 3           | 0           | 0           | -                  | -                  | -                  | -                  |               |               |               |               |             |             |             |             | 8        | 3      | 0           | 0          |